# Zelda Barron
Zelda Barron (31 de marzo de 1929 – 14 de agosto de 2006) fue una cineasta británica, reconocida por películas como Shag, Secret Places y The Bulldance.

## Biografía

### Inicios
Barron nació en Manchester, Inglaterra, en 1929, hija de padre ruso y madre inglesa. En 1953 se casó con el actor Ron Barron mientras trabajaba como secretaria en la industria fílmica. En la década de 1960 empezó a trabajar como supervisora de guiones en la compañía Woodfall Film Productions, en películas como If... e Isadora, y logrando reconocimiento por su trabajo en los largometrajes Reds y Yentl.
Con su propia productora, Skreba Productions, Barron trabajó en sus propias películas, entre las que destacan Shag, Secret Places y The Bulldance. También dirigió vídeoclips, siendo reconocida su asociación con el músico Boy George en la década de 1980.

### Retiro y fallecimiento
Se retiró del mundo del cine cuando se le diagnosticó Alzheimer. Falleció en Irlanda a los 77 años. Su hijo, Steve Barron, se convirtió también en cineasta, y su hija, Siobhan Barron, en diseñadora de vestuario.